# Піщатка (Сім'ятицький повіт)
Піщатка (пол. Piszczatka) — село в Польщі, у гміні Нурець-Станція Сім'ятицького повіту Підляського воєводства.

## Історія
Вперше згадується в XVII столітті.
У 1975—1998 роках село належало до Білостоцького воєводства.